# Nagroda Artystyczna Młodych im. Stanisława Wyspiańskiego

## Nagroda Artystyczna Młodych im. Stanisława Wyspiańskiego – nagroda ustanowiona przez Radę Ministrów w 1984 roku w celu promowania i rozwoju edukacji kulturalnej młodego pokolenia.

### Historia
30  lipca 1984 roku Rada Ministrów ustawiła Nagrodę Artystyczną Młodych im. Stanisława Wyspiańskiego. Patronem nagrody jest Stanisław Wyspiański, polski poeta i dramaturg, który tworzył w epoce Młodej Polski. Nagrodę przyznawano dla młodych twórców, zespołów muzycznych, artystów, działaczy kultury i edukacji dzieci i młodzieży.
Kandydatów do nagrody zatwierdzała specjalna Komisja Nagrody, a Minister (Członek Rady Ministrów do Spraw Młodzieży) wytypowanym laureatom przyznawał: dyplom, medal, nagrodę pieniężną bądź stypendium twórcze, w niektórych przypadkach także dodatkowe środki promocji i pomocy. Do nagrody mogły kandydować osoby, które nie ukończyły 35. roku życia. Nagroda dzieli się na I i II stopnia, przyznawana jest w dziedzinach: literatury, filmu, teatru, muzyki, sztuk plastycznych, tańca, architektury, fotografiki, estrady, sztuki ludowej, sztuki cyrkowej i krytyki artystycznej.

### Laureaci
Niepełna lista laureatów: proszę dopisać nazwisko laureata: "Marek Sołtysik (1985)". Informację podaję osobiście laureat Marek Sołtysik

- Adam Wendt
- Adrianna Biedrzyńska
- Aleksander Lasoń (1986)
- Aleksander Maliszewski (muzyk)
- Andrzej Dziuk (1987)
- Anna Beata Bohdziewicz
- Artur Szych
- Balet Form Nowoczesnych AGH
- Bolesław Stelmach (1991)
- Danuta Stenka (1988)
- Dariusz Tomasz Lebioda
- Dorota Segda (1989)
- Edward Sielicki (1989)
- Edyta Bartosiewicz (1991)
- Ewa Głowacka
- Ewa Wycichowska
- Grażyna Wydrowska
- Grzegorz Ciechowski
- Grzegorz Kwieciński (1986)
- Hanna Kulenty
- Hanna Mikuć
- Henryk Sawka
- Izabela Łabuda (1989)
- Jacek Niedziela-Meira
- Jacek Papla
- Jan Kidawa-Błoński
- Jan Wołek
- Janusz Skowron (muzyk)
- Jerzy Jarek (1989)
- Jerzy Kaszuba
- Jerzy Nalepka
- Jerzy Szot (1987)
- Kombi, zespół muzyczny
- Koń Polski (kabaret) (1990)
- Krzysztof Czyżewski
- Krzysztof Olczak
- Kwartet Śląski
- Maciej Drygas
- Maciej Nowak (1990)
- Magdalena Łazarkiewicz
- Majka Jeżowska
- Maria Ciunelis (1989)
- Mariusz Sabiniewicz
- Michał Bajor (1985)
- Michał Lorenc (1989)
- Piotr Bratkowski (1989)
- Piotr Dumała (1986)
- Piotr Machalica(1991)
- Piotr Szewc (1990)
- Robert Majewski
- Ryszard Sygitowicz
- Sławomir Woźniak
- Stanisław Sojka
- Stanisław Wyrtel
- Szczepan Szczykno (1990)
- Tadeusz Kacalak (1987)
- Wit Dąbal (1985)
- Włodzimierz Promiński (1991)
- Wojciech Waglewski
- Tadeusz Siejak
- Teatr im. Stanisława Ignacego Witkiewicza w Zakopanem
- Zbigniew Bela (1985)
- Zbigniew Jakubek (1988)
- Zbigniew Koźlik (1987)
- Zbigniew Zamachowski (1989)